# Hartford
Hartford je hlavní město státu Connecticut v USA. Žije zde přibližně 121 tisíc obyvatel. V roce 2010 zde žilo 124 775 obyvatel, v celé metropolitní oblasti však 1 188 241. Městem protéká řeka Connecticut.

## Historie

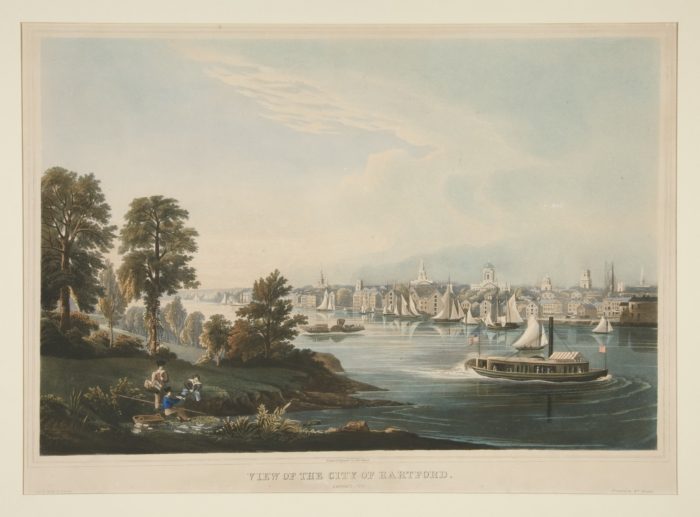
Město kolem roku 1830, William Havell

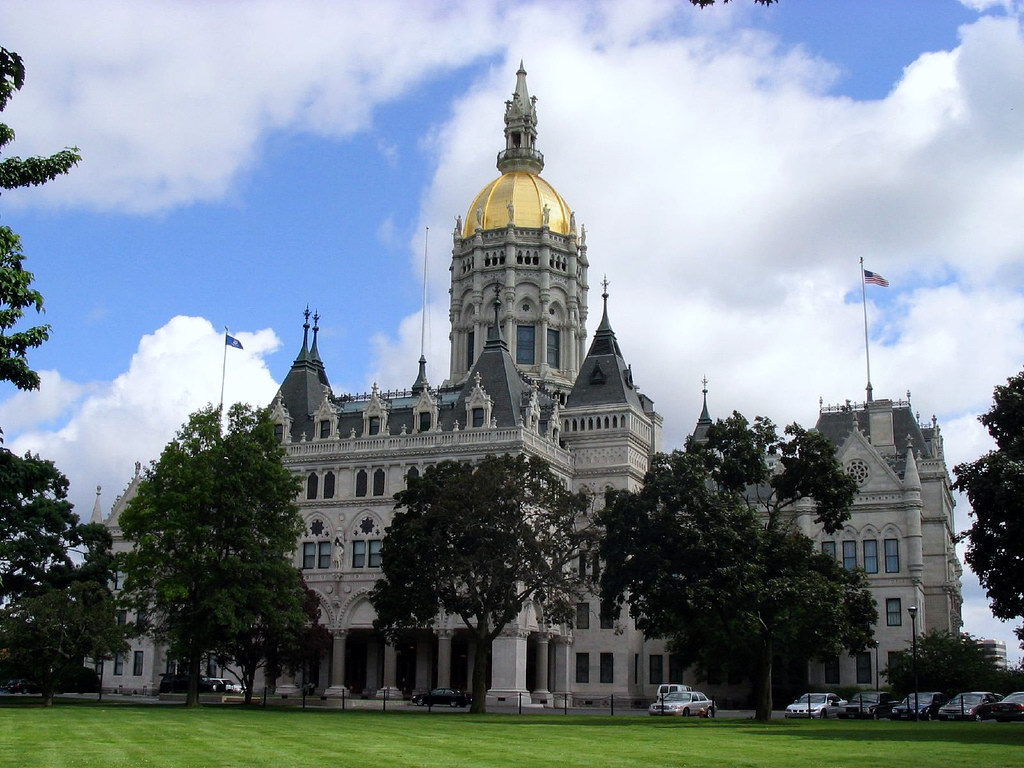
Kapitol státu Connecticut

Roku 1623 se zde usadili první nizozemští osadníci, obchodníci s kožešinami, vedení Adriaenem Blockem. Roku 1635 bývá označován za založení samostatného sídla, protože zde byla postavena pevnost s děly proti Indiánům a do ní přidělena garnisona. Roku 1636 se o něco severněji usadili angličtí přistěhovalci. Spojením obou osad vzniklo roku 1784 nynější město. Název je odvozen z anglického Hertfordu, z něhož pocházel jeden ze zakladatelů města Samuel Stones. Po skončení americké občanské války patřilo město k nejkrásnějším a nejbohatším v oblasti. Stalo se sídlem římskokatolické arcidiecéze.
V 19. a 20. století zde vznikaly důležité průmyslové podniky, například zbrojovka Colt Firearms a později i technologické firmy jako Carrier, Pratt & Whitney, Otis nebo Sikorsky, dnes spojené v koncern UTC.
V červenci 1944 zde vypukl jeden z nejničivějších požárů v dějinách amerických měst, při kterém explodovaly plynárna i továrna se 800 kg parafínu, kromě veřejných budov byly zničeny cirkusy Ringling Brothers a Barnum & Bailey, uhořelo 168 osob a dalších 700 bylo zraněno.

## Demografie
Podle sčítání lidu z roku 2010 zde žilo 124 775 obyvatel.

### Rasové složení
- 29,8 % Bílí Američané
- 38,7 % Afroameričané
- 0,6 % Američtí indiáni
- 2,8 % Asijští Američané
- 0,0 % Pacifičtí ostrované
- 23,8 % Jiná rasa
- 4,2 % Dvě nebo více ras

Obyvatelé hispánského nebo latinskoamerického původu, bez ohledu na rasu, tvořili 43,4 % populace.

## Památky
- State Capitol – dostavěn roku 1878, přístupný turistům
- Triumfální oblouk (Soldiers and Sailors Memorial Arch) – v Bushnellově parku – památník obětem americké občanské války
- Old State House – první kapitol z roku 1796, nejstarší ve státě Connecticut
- Dům a muzeum Marka Twaina, Mark Twain zde žil v letech 1874–1891 a napsal knihy Tom Sawyer i Dobrodružství Huckleberryho Finna.
- Rezidence guvernéra, 990 Prospect Avenue – z roku 1909, prohlídkový objekt
- Colt Factory (Colt Armory) – bývalá továrna a prodejna zbraní

## Kultura a školství
- Bushnell Center for the Performing Arts – divadlo
- Tři univerzity:
  - University of Connecticut – Hartford Campus, její právnická je jedinou veřejnou v Connecticutu
  - University of Hartford – známa od roku 1957 především svou uměleckou školou
  - University of Saint Joseph

## Sport
Sídlí zde hokejový klub Hartford Wolf Pack, do roku 1997 zde sídlil klub Hartford Whalers, hrající NHL.

## Osobnosti města
- Harriet Beecher Stoweová (1811–1896), spisovatelka a abolicionistka, autorka románu Chaloupka strýčka Toma
- Samuel Colt (1814–1862), průmyslník a vynálezce revolveru.
- Horace Wells (1815–1848), objevitel moderní narkózy
- Frederic Edwin Church (1826–1900), malíř-krajinář
- Mark Twain (1835–1910), spisovatel a humorista
- John Pierpont Morgan (1837–1913), podnikatel a jeden z nejvýznamnějších bankéřů své doby
- Barbara McClintock (1902–1992), cytogenetička, držitelka Nobelovy ceny za fyziologii a lékařství
- Katharine Hepburnová (1907–2003), herečka
- Roger W. Sperry (1913–1994), zoolog, neurobiolog a neurofyziolog, držitel Nobelovy ceny za fyziologii a lékařství
- Harold J. Berman (1918–2007), právní historik a teoretik
- Jackie McLean (1931–2006), jazzový altsaxofonista
- Gene Pitney (1941–2006), zpěvák-skladatel, hudebník a zvukový inženýr
- Linda Evansová (* 1942), herečka
- Diane Venora (* 1952), herečka
- Jeff Porcaro (1954–1992), rockový bubeník, zakládající člen skupiny Toto a vysoce ceněný studiový hráč
- Steve Porcaro (* 1957), hudební skladatel a hráč na klávesové nástroje, zakládající člen skupiny Toto
- Eriq La Salle (* 1962), herec, režisér, producent a scenárista
- Stephenie Meyerová (* 1973), spisovatelka
- Jenna Dewanová (* 1980), herečka a tanečnice

## Partnerská města
- Hertford, Anglie, Spojené království
- Floridia, Itálie
- Soluň, Řecko
- Mangualde, Portugalsko
- Bydhošť, Polsko
- Caguas, Portoriko
- Freetown, Sierra Leone
- Morant Bay, Jamajka
- New Ross, Irsko
- Ocotal, Nikaragua